# Ignaz von Gleichenstein

Ignaz von Gleichenstein, Lithographie von Ludwig Ferdinand Schnorr von Carolsfeld, 1809

Ignaz Freiherr Gleichauf von Gleichenstein (* 24. Mai 1778 in Staufen im Breisgau; † 3. August 1828 in Heiligenstadt bei Wien) war ein deutscher Jurist und Beamter und einer der engsten Freunde von Ludwig van Beethoven.

## Leben

### Herkunft
Gleichenstein war ein Sohn des Juristen Carl Benedict Freiherr Gleichauf von Gleichenstein (1725–1813), der als Oberamtmann in Staufen und Freiburg tätig war. Sein Großvater Johann Conrad Gleichauf († 1769) aus Fützen erhielt die Ehrenstelle eines Kaiserlich-Königlichen Rates und wurde am 23. Mai 1746 in den erblichen Adelsstand mit dem Titel „von Gleichenstein“ erhoben. 

### Studium und Wirken
Von 1794 bis 1798 studierte er Rechtswissenschaften an der Universität Freiburg und ließ sich im August 1800 in Wien nieder, wo er im November 1801 eine Stelle als Konzipist im k. k. Hofkriegsrat erhielt. Zu seinen Kollegen gehörte Beethovens Freund Stephan von Breuning. Etwa 1807 lernte er Beethoven ebenfalls kennen und wurde einer der wenigen Freunde des Komponisten, die dieser duzte. Gleichenstein unterzeichnete neben Beethoven den Verlagsvertrag, den dieser am 20. April 1807 mit Muzio Clementi schloss. Daneben setzte er für Beethoven den Vertrag auf, der diesem ab März 1809 eine lebenslange Pension durch die drei Gönner Erzherzog Rudolph, Fürst Joseph Lobkowitz und Fürst Ferdinand von Kinsky garantierte.
Zeichen der engen Freundschaft ist die 1808 vollendete Sonate A-Dur op. 69 für Violoncello und Klavier, die Gleichenstein gewidmet wurde. Wie durch Julius Schneller, einen Freund der Familie überliefert ist, versah Beethoven das für Gleichenstein bestimmte Exemplar der Erstausgabe mit der Aufschrift: „Inter Lacrimas et Luctum“ (Unter Tränen und Trauer).
Durch Gleichenstein lernte Beethoven Ende 1809 auch Therese Malfatti kennen, da Gleichenstein häufig in der Familie Malfatti verkehrte und am 28. Mai 1811 Thereses Schwester Anna Malfatti (1792–1869) heiratete.
Im Sommer desselben Jahres zog das Paar nach Freiburg und Oberrotweil ins heutige Weingut Freiherr von Gleichenstein, um die Verwaltung der elterlichen Güter zu übernehmen. Beide kehrten aber häufig nach Wien zurück. Anfang 1827 reiste Ignaz von Gleichenstein erneut nach Wien, um Beethoven auf seinem letzten Krankenlager zu besuchen. Zuletzt suchte er selbst noch Hilfe bei Beethovens langjährigem Arzt Johann Malfatti.
Gleichenstein besaß eine Replik des zweiten Beethoven-Porträts von Willibrord Joseph Mähler aus dem Jahre 1815.
Ignaz von Gleichenstein betätigte sich auch politisch und besaß von 1819 bis 1823 ein Mandat in der Zweiten Kammer der Badischen Ständeversammlung.

## Familie
Ignaz und Anna von Gleichenstein hatten vier Kinder:
- Mathilde (* 26. November 1812 in Wien; † 7. Januar 1907 in Oberrotweil)
- Anna (* 26. Juni 1814 in Freiburg; † 28. August 1909 in Oberrotweil),
- Arthur (1817–1828),
- Hermann (1822–1859).

Ein Nachkomme von Mathilde war der Jurist Viktor Huber von Gleichenstein (1909–1994).